# Jan Masaryk

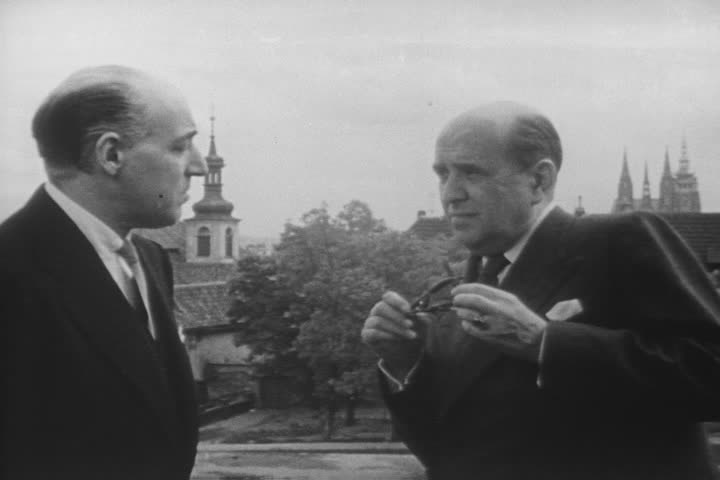
Ambasador USA w Czechosłowacji Laurence Steinhardt i Jan Masaryk (1947)

Jan Garrigue Masaryk (ur. 14 września 1886 w Pradze, zm. 10 marca 1948 tamże) – czechosłowacki dyplomata i polityk socjaldemokratyczny, minister spraw zagranicznych Czechosłowacji w latach 1940–1948, ambasador Czechosłowacji w Wielkiej Brytanii w okresie 1925–1938, wolnomularz; syn Tomáša Garrigue Masaryka, pierwszego prezydenta Czechosłowacji.

## Życiorys
Urodził się w Pradze jako syn Tomáša i Charlotte Garrigue-Masarykovej. Studiował w Pradze i Wiedniu. Po uzyskanym dyplomie odbył służbę wojskową w armii Austro-Węgier, po czym wyjechał do Stanów Zjednoczonych (1907) – miejsca, gdzie wychowywała się jego matka. Próbował tworzyć tam czeskie, a później czeskosłowackie środowisko emigracji niepodległościowej. W 1918 wrócił do kraju. Zaciągnięty do armii walczył na froncie polskim I wojny światowej. Zdezerterował z wojska i został potem osobistym sekretarzem Edvarda Beneša.
W latach 1925–1938 był ambasadorem I republiki w Londynie. Podał się do dymisji na znak protestu przeciwko układowi monachijskiemu. Pozostał jednak w Anglii. W 1940 otrzymał tekę ministra spraw zagranicznych Czechosłowackim Komitecie Narodowym – nieuznawanym wówczas jeszcze przez aliantów za emigracyjny rząd. Funkcję pełnił aż do końca wojny, w czasie której wygłaszał przez radio przemówienia do Czechów. 
Po 1945, był jednym z przedstawicieli sił demokratycznych w zdominowanym przez komunistów rządzie Czechosłowacji (pozostawał ministrem bezpartyjnym). Opowiadał się za przyłączeniem Czechosłowacji do planu Marshalla, o co zabiegał w czasie wizyty w Moskwie, nie zgodził się na to Józef Stalin. 
20 lutego 1948 roku 12 niekomunistycznych ministrów podało się do dymisji, chcąc wymusić rozwiązanie rządu przez prezydenta i nowe wybory. Jednak do tego potrzeba było dymisji połowy gabinetu złożonego z 26 tek. Jan Masaryk nie złożył dymisji. Niezdecydowany Beneš przyjął dymisje demokratów i na ich miejsce nominował kandydatów partii komunistycznej. Na prośbę Beneša Masaryk pozostał na stanowisku w nowym rządzie  komunistów. 

### Śmierć
Trzy tygodnie później Jan Masaryk wypadł z okna w podejrzanych okolicznościach. Oficjalne śledztwo stwierdziło samobójstwo. Opinia publiczna nie wierzyła w taką wersję. Mawiano wówczas w Pradze:

Jan Masaryk wyskoczył z najwyższego piętra budynku MSZ, zamykając za sobą okno.

Wersja o samobójstwie została podtrzymana przez śledztwo przeprowadzone w czasie Praskiej Wiosny, w 1968 i zaraz po upadku komunizmu na początku lat 90. Istnieje również wersja, w myśl której obawiający się aresztowania Masaryk wyszedł przez okno swojego mieszkania i gzymsem próbował dostać się do sąsiednich pomieszczeń, co jednak zakończyło się śmiertelnym wypadkiem. Na początku 2004 czeski Urząd Śledzenia i Dokumentowania Zbrodni Komunizmu ustalił, że tajemnicza śmierć Jana Masaryka była morderstwem, jednak nie wyjaśniono wszystkich okoliczności tragicznej śmierci.

## Odznaczenia (lista niepełna)
- Order Odrodzenia Polski I klasy (Polska) – 1947[12]
- Medal Wolności Króla Chrystiana X (Dania)[13]
- Order T. G. Masaryka I Klasy – 1991, CSRF, pośmiertnie[14]